# Stor-Köklax
Stor-Köklax (finska: Suur-Kauklahti) är ett storområde i Esbo stad. Esbo stad är indelat i sju storområden och storområdesindelningen används av stadens administration. Stadsdelar i Stor-Köklax är Esbogård, Köklax, Kurtby och Fantsby.